# Tiago Gomes (ur. 1986)
Tiago Gomes, właśc. Tiago Henrique Damil Gomes (ur. 29 lipca 1986 w Oeiras) – portugalski piłkarz, grający na pozycji obrońcy w CD Feirense. Reprezentant Portugalii młodzieżowych kategorii wiekowych. Z kadrą do lat 17 (U-17), w 2003 roku, zdobył mistrzostwo Europy (gospodarzem turnieju była Portugalia).
Tiago Gomes karierę rozpoczynał w SL Benfica (trenował tam przez sezony 2004/2005 oraz 2005/2006, nie rozgrywając żadnego oficjalnego spotkania). Następnie został zawodnikiem Estrela Amadora. Do Zagłębia wypożyczono go 2007 roku. Zadebiutował w nim, podczas finałowego meczu Superpucharu Polski (22 lipca 2007) przeciwko GKSowi Bełchatów, rozgrywając całe spotkanie. Niechlubnie zaistniał w meczu 6. kolejki Orange Ekstraklasy (31 sierpnia 2007) strzelając gola samobójczego na korzyść Legii Warszawy. W 2008 roku po degradacji Zagłębia odszedł do hiszpańskiej Osasuny. W 2009 roku został piłkarzem CF Os Belenenses. Następnie grał w GD Estoril-Praia, a w 2014 przeszedł do SC Braga.